# Tournay-sur-Odon
Tournay-sur-Odon era una comuna francesa situada en el departamento de Calvados, de la región de Normandía, que el 1 de enero de 2017 pasó a ser una comuna delegada de la comuna nueva de Val-d'Arry al fusionarse con las comunas de Le Locheur, Missy y Noyers-Bocage.

## Demografía
| Gráfica de evolución demográfica de Tournay-sur-Odon entre 1800 y 2014 |
|                                                                        |

Los datos demográficos contemplados en este gráfico de la comuna de Tournay-sur-Odon se han cogido de 1800 a 1999 de la página francesa EHESS/Cassini, y los demás datos de la página del INSEE.